# Ніта Нальді
Ніта Нальді (справжнє ім'я Мері Нонна Дулі, англ. Nita Naldi, Mary Nonna Dooley, 13 листопада 1894, Нью-Йорк — 17 лютого 1961, Нью-Йорк) — американська кіноакторка, зірка німого кіно, що прославилася образами фатальних жінок.

## Біографія
З робітничої родини ірландського походження. Батько покинув сім'ю в 1910 році, мати померла в 1915 році, залишивши трьох дітей. Мері довелося заробляти на життя, вона змінила безліч занять, потрапила разом з братом на сцену, де вони грали в водевілях, була хористкою на Бродвеї (1918). У 1919 році брала участь в ревю Шаленості Зігфелда, з цього часу виступала під псевдонімом.
Роль у фільмі «Доктор Джекіл і містер Хайд» (1920) за участю Джона Беррімор привернула увагу до актриси, вона подружилася з Беррімором (він ласкаво називав її німа Дузе). Була обрана Бласко Ібаньєсом на роль доньї Сіль в екранізації його роману «Кров і пісок» (1922); ця роль затвердила Нальді в амплуа жінки-вамп. Її партнерами тут були Ліла Лі і Рудольф Валентіно, з яким вона пізніше знялася у фільмах «Святий диявол» (1924) і «Кобра» (1925). Позувала топлес відомому художнику пін-ап Альберто Варгасу. Після 1928 року не знімалася, хоча пробувалася на роль у фільмі «По кому дзвонить дзвін» (1942).
Зіграла в понад 30 фільмах.

## Вибрана фільмографія
- 1920 — Кров і пісок
- 1923 — Голлівуд
- 1924 — Святий диявол
- 1925 — Кобра
- 1926 — Гірський орел